# Кинг, Эрнест Джозеф
Эрнест Джозеф Кинг (англ. Ernest Joseph King; 23 ноября 1878[…], Лорейн, Огайо — 25 июня 1956[…], Портсмут, Нью-Гэмпшир) — американский флотоводец, адмирал флота Военно-морских сил США, участник Первой и Второй мировых войн.
В годы Второй мировой войны руководил всеми военно-морскими силами Соединённых Штатов как Главнокомандующий флота США, Руководитель военно-морскими операциями. На этой должности адмирал Кинг отвечал за планирование и проведение военных операций на море. Входил в состав Объединённого комитета начальников штабов.
Кинг стал вторым после Уильяма Даниела Леги человеком в США, который был удостоен высшего военно-морского звания — адмирал флота.

## Биография
Образование получил в Военно-морской академии в Аннаполисе (закончил в 1901 году) и Военно-морском колледже (закончил в 1903 году). Ещё во время учёбы в Военно-морской академии в 1898 году Кинг принял участие в испано-американской войне в составе экипажа крейсера USS San Francisco.
Как командир эсминца в апреле 1914 года принял участие в оккупации Веракруса.
Во время Первой мировой войны служил в штабе командующего Атлантическим флотом США вице-адмирала Г. Майо.
В 1919—1921 годах возглавлял военно-морскую школу повышения квалификации. В 1922 году прошёл подготовку на подводных лодках и позже назначен командиром дивизии подводных лодок. В 1930 году прошёл лётную подготовку и в 1932—1933 годах командовал авианосцем «Лексингтон».
С 1933 года — начальник Бюро аэронавтики, перед войной занимал пост начальника базы ВВС (в его распоряжении было около тысячи самолётов), по его инициативе была начата подготовка лётчиков к ночным боям. С января 1941 года занял пост командующего Атлантическим флотом США.
После нападения японского флота на Пёрл-Харбор и вступления США во Вторую мировую войну Кинг был назначен главнокомандующим ВМС США. 26 марта 1942 года принял на себя обязанности начальника военно-морских операций, руководил разработкой большинства стратегических планов морских операций во время Второй мировой войны. Заслужил репутацию высокопрофессионального и стратегически мыслящего военачальника. По должности входил в Объединённый комитет начальников штабов и Объединённый комитет начальников штабов союзников.
Отстаивал идею, что ВМС США могут выиграть войну на Тихом океане (этот театр военных действий он считал основным), если им будет предоставлена значительная часть ресурсов страны в ущерб подготовке операций в Европе. Эта позиция Кинга постоянно приводила его к конфликту с представителями командования Великобритании, которые отстаивали приоритет европейского театра военных действий. Оказывал всестороннюю поддержку генералу Д. Макартуру и адмиралу Ч. Нимицу, постоянно добиваясь дополнительных подкреплений для войск, сражавшихся на Тихом океане. По инициативе адмирала Кинга (и под его командованием) было создано командование противолодочных сил — т. н. 10-й флот ВМС США.
15 декабря 1945 года вышел в отставку.
Умер от инфаркта 25 июня 1956 года в Портсмуте (штат Нью-Гэмпшир).
В 1977 году на экраны вышел фильм «МакАртур». Роль Кинга исполнил Расселл Джонсон.